# Tarkvinija
Tarkvinija (italijansko Tarquinia, izgovorjava [tarkwiːnja]), nekdanji Corneto, je staro mesto v pokrajini Viterbo, v Laciju v Italiji, znano predvsem zaradi poslikanih etruščanskih grobnic v nekropolah ali pokopališčih, ki so na seznamu Unesco-ve svetovne dediščine.
Leta 1922 so Corneto preimenovali po starodavnem mestu Tarquinii (latinsko) ali Tarch(u)na  (etruščansko). Čeprav je malo vidnega od nekoč velikega bogastva in obsega starodavnega mesta, arheologija vse bolj razkriva pogled na preteklost.

## Lega
Etruščansko in rimsko mesto leži na dolgi planoti La Civita severno od sedanjega mesta.
Starodavna grobišča (nekropole), ki izvirajo iz železne dobe (9. stoletje pr. n. št. ali Villanovanskega obdobja) pa vse do rimskih časov, so bila na sosednjih območjih, kot tudi na območju današnje Tarkvinije.

## Zgodovina

### Etruščansko mesto
Tarkvinija (etruščansko Tarch(u)na ) je bilo eno najstarejših in pomembnejših etruščanskih mest;  o čemer pričajo tudi starodavni miti povezani z mestom Tarchuna. Eden od njih je povezan z ustanoviteljem Tarchonom, po katere sem mesto imenuje (eponim) - bil naj bi brat sin ali brat Tirena. Drugi mit pa govori o preroku, otroku Tagesu, ki je Etruščanom prinesel t. i. etrusco disciplino. Vsi miti kažejo na starodavnost in kulturno pomembnost mesta. Na podlagi arheoloških najdb je Tarchuna precej zasenčila svoje sosede še pred nastankom zapisov. Govori se, da je že bilo mesto, ko je Demarat iz Korinta pripeljal grške delavce.
Potomci Demarata, Tarkvinij Prisk  in Tarkvinij Ošabni sta postala kralja antičnega Rima. Številni rimski verski obredi in slovesnosti so izhajali iz Tarchune in celo še v imperialnih časih je še naprej obstajal kolegij šestdesetih  haruspices.
Na pojav Tarchune kot trgovske moči že v 8. stoletju pred našim štetjem je vplivala njena kontrola mineralnih virov, ki so bili v hribovju Tolfa južno od mesta in na pol poti do Caeretskega pristanišča Pyrgi.
Leta 509 pr. n. št., po porazu rimske monarhije, je družina Tarkvinija Ošabnega odšla v izgnanstvo v Caere. Najprej je Tarkvinij skušal vrniti prestol z zaroto in, ko to ni uspel, z orožjem. Prepričal je mesti Tarchuna in Veji, da sta ga podprla in vodila svojo vojsko proti Rimu v bitki pri Silva Arsia. Čeprav je rimska vojska zmagala, jo Livij zapisal, da so se sile Tarchune dobro borile na desnem krilu, ki je sprva potiskalo rimsko levo krilo. Po bitki so se sile Tarchune vrnile domov. 
Ob koncu 5. stoletja in v prvi polovici 4. stoletja pred našim štetjem se je mesto na kratko oživelo, tako na političnem kot umetniškem področju, verjetno pod nadzorom družine Spurinna, čigar člani so prispevali k prenovljeni ekspanziji Tarchune in ponovnem naseljevanju in rasti mest v zaledju. Grobnica družine Spurinna, znana kot Tomba dell'Orco, je okrašena s freskami banketa, ki združuje člane družine, ki so označeni z napisi. Družina Spurinna je bila pomembna v Tarkviniji do 1. stoletja. Dva fragmenta kamnitih plošč, znana kot Elogia Tarquiniensis, poklon Velthurju Spurinnasu in Aulusu Spurinnasu, nudita vpogled v zgodovino Etruščanov, vključno z navedbo enega kralja Orgolnija iz Caere, ki opozarja na priimek Urgulanilla, saj je med njenimi člani žena cesarja  Klavdija I..
V tem obdobju je Tarchuna prehitela Caere in druga etruščanska mesta v smislu moči in vpliva. V tem času je bilo po mestu zgrajeno ogromno obzidje kot odziv na grožnje Keltov in  Rima. Tarchuna, ki ni bila prizadeta zaradi keltskih invazij, je končno kolonizirala vsa svoja prejšnja ozemlja do približno leta 385 pr. n. št. Ta nova cvetoča država je omogočila hitro obnovitev vseh dejavnosti. Veliki nagrobni spomeniki, okrašeni s slikami, s sarkofagi in pogrebnimi skulpturami v kamnu, odražajo ugledni družbeni položaj novega aristokratskega razreda, vendar več napisov na stenah in sarkofagih je pokazalo na vse bolj postopen proces demokratizacije.
Toda v 4. stoletju pr. n. št., ko je bila širitev Tarchune na vrhuncu, se je zgodil spopad z Rimom. Leta 358 pr. n. št. so državljane Tarchune ujeli in pri tem je umrlo 307 rimskih vojakov; nastala vojna se je končala leta 351 pr. n. št. s štiridesetletnim premirjem, in se ponovila v podobnem obdobju leta 308 pr. n. št.

### Rimsko mesto
Kdaj je Tarchuna prišla pod rimsko oblast je negotovo, kot je tudi datum, ko je postala municipium; leta 181 pr. n. št. je njeno pristanišče Graviscae (sodobni Porto Clementino),  nezdravo mesto na obali (zaradi malarije iz bližnjih močvirja), je postala rimska kolonija, ki je izvažala vino in se ukvarjala z ribištvom. Malo je znano o Tarkviniji v rimskih časih, toda lan in gozdove njenega obsežnega ozemlja omenjajo klasični avtorji; Tarkviniji je Publij Kornelij Scipion Afriški leta 195 pr. n. št. dobavil jadro. Škof se omenja leta 456 n. št.

### Obdobje po Rimu
Starodavno mesto se je v zgodnjem srednjem veku skrčilo na majhno utrjeno naselje na lokaciji "Castellina", medtem ko je bolj strateško postavljen Corneto (morda "Corito", omenjeno v rimskih virih) postopoma postalo glavno mesto spodnje Maremma morske obale, zlasti po uničenju pristanišča Centumcellae (danes Civitavecchia). Zadnje zgodovinske omembe Tarkvinije so iz okoli leta 1250, medtem ko je bilo ime Corneto leta 1922 spremenjeno v Tarquinia. Vrnitev na zgodovinska imena krajev (ne vedno natančno) je bil pogost pojav pri fašistični vladi Italije v okviru nacionalistične kampanje da bi obujali slavno preteklost.

## Znamenitosti

### Etruščanska nekropola Monterozzi
Glavna nekropola Tarchune, katere del je danes mogoče obiskati, je nekropola Monterozzi s približno 6000 grobnic, od katerih so vsaj v 200-ih lepe zidne poslikave, mnoge so tumulusne grobnice s komorami, izklesanimi v skalo.
Naslikani prizori so kakovostni, brez primere drugje v etruščanskem svetu in dajejo dragocen vpogled v skrivnostni svet Etruščanov, ki je redko dokumentiran. Kažejo bankete s plesi in glasbo, športne dogodke, občasno erotične in mitske prizore. V poznem obdobju so bili prikazani podzemni demoni, ki so spremljali mrtve na njihovem potovanju v onostranstvo, vključno s prizori v spodnjem svetu, ter tudi procesije sodnikov in drugih simbolov ugleda eminentnih članov družin, ki so tam pokopane.
Med znamenitimi grobnicami so grobnica bikov, Augurova grobnica in grobnica leopardov.
V drugi polovici 4. stoletja se je začel uporabljati klesan in poslikan sarkofag iz vulkanske kamnine nenfro (sivi tuf), marmorja in alabastra. Pokojnike so odložili na kamnite klopi ali proti stenam v takrat zelo velikih podzemnih komorah. Sarkofagi so se uporabljali do 2. stoletja in se v Tarkviniji številni, saj so morali biti proizvedeni lokalno.

### Antično mesto (La Civita)
Mesto se je povzpelo nad dolino Marta in je bilo približno 6 km oddaljeno od morja. La Civita je sestavljena iz dveh sosednjih planot, pian di Civita in pian della Regina, ki ju povezuje ozko sedlo.

#### TempeljAra della Regina
Tempelj velikosti okoli 44 × 25 m in iz 4. do 3. stoletja pr. n. št. je bil zgrajen v tufu z lesenimi strukturami in okrasjem, predvsem s slavnim in izvrstnim frizom krilatih konjev v terakoti, ki velja za mojstrovino etruščanske umetnosti.

#### Mestno obzidje
Veliko obzidje je bilo zgrajeno v času cvetočega mesta v 6. stoletju pred našim štetjem in je bilo dolgo približno 8 km. Obdajalo je 135 ha; vidni so še daljši odseki severnega dela.

### Drugo
- Narodni muzej Tarkvinije z veliko zbirko arheoloških najdb, ki se nahaja v renesančni palači Vitelleschi. Palačo je dal zgraditi kardinal iz Corneta (srednjeveško in novoveško ime Tarkvinije) med letoma 1436 in 1439, dokončana pa je bila okoli leta 1480-1490. Po kardinalovi smrti se je palača uporabljala kot papeška počitniška rezidenca. Sčasoma je postala njena lastnica družina Soderini in je postala hotel. Leta 1900 jo je pridobilo mesto Tarkvinija, ki ga je leta 1916 podarilo italijanski državi. Država je v njej uredila sedanji muzej, ki se je začel leta 1924.

- cerkev Santa Maria di Castello: cerkev, zgrajena med letoma 1121-1208 pod vplivi iz Lombardije in okrašena s kozmatsko tehniko. Fasada ima majhen zvonik in tri vhode. Notranjost je triladijska, razdeljena z masivnimi pilastri s starokrščanskimi kapiteli in frizi. Omeniti velja tudi rozeto v ladji in več marmornih del rimskih mojstrov.
- Duomo - stolnica: nekoč v romansko-gotskem slogu, je bila obnovljena po požaru leta 1643; iz prvotne zgradbe so freske iz 16. stoletja v prezbiteriju, ki jih je izdelal Antonio del Massaro
- cerkev San Pancrazio: gotsko-romanska cerkev
- cerkvi San Giacomo in Santissima Annunziata, kažeta arabske in bizantinske vplive
- cerkev San Martino: romanska cerkev iz 12. stoletja
- cerkev San Giovanni Battista: cerkev iz 12. stoletja z elegantno rozeto na preprosti fasadi.
- Mestna hiša (Palazzo Comunale) v romanskem slogu; gradnja se je začela v 13. stoletju in se obnovila v 16. stoletju
- Številni srednjeveški stolpi, tudi Dante Alighieri
- Palazzo dei Priori; fasada predelana v baročnem obdobju ima masivno zunanjo stopnišče. V notranjosti je cikel fresk iz leta 1429.

## Tarquinia DOC
Italijansko vino DOC (Denominazione di origine controllata) Tarquinia proizvaja rdeče, belo peneče vino. Grozdje je omejeno na pridelek 12 ton / ha z dokončanim vinom, ki ima najmanj 10,5% alkohola. Rdeče pijače so mešanica najmanj 60% Sangiovese in / ali Montepulciano, do 25% Cesanese in do 30% drugih lokalnih sort rdečega grozdja, kot je Abbuoto. Bela so sestavljena iz najmanj 50% Trebbiana in / ali Giallo, do 35% malvazije in do 30 drugih lokalnih sort grozdja, razen Pinot grigio, ki je izrecno izključen iz vin DOC iz Tarquinia. 

## Pobratena mesta
- Jaruco, Kuba
- Rabat, Malta